# Indya Moore
Indya Adrianna Moore là một người mẫu, diễn viên, và là một nhà hoạt động người Mỹ. Họ được biết đến nhiều nhất qua vai diễn Angel Evangelista trong loạt phim truyền hình FX Pose. Moore sinh ra ở The Bronx, Thành phố New York vào năm 1995. Họ bắt đầu làm người mẫu từ khi còn ở tuổi thiếu niên và xuất hiện trong các chiến dịch cho các thương hiệu như Gucci, Christian Dior và GQ. Năm 2019, Moore trở thành người chuyển giới đầu tiên xuất hiện trên trang bìa tạp chí Elle. Tạp chí Time vinh danh họ một trong 100 người có ảnh hưởng nhất thế giới năm 2019. Moore là người chuyển giới, người phi nhi nguyên giới  và dùng đại từ nhân xưng they/them (họ) và she/her (cô ấy).
Tháng 12 năm 2018, Indya Moore công khai là một người đa ái.

## Đời sống

### Xuất thân
Indya Moore sinh ra với giới tính chỉ định là nam, lớn lên ở quận The Bronx, New York, là người có gốc Haiti, Dominica, và Puerto Rico. Mẹ của Moore là một điều dưỡng, thường xuyên phải chăm sóc quá nhiều bệnh nhân chuyển giới bị người đời xa lánh, kỳ thị. Bà lo lắng rằng nếu để con mình sống như một người chuyển giới thì sẽ phải chịu đựng những đau khổ như những bệnh nhân mà bà đã gặp. Năm 14 tuổi, Moore đã bỏ nhà tìm đến hệ thống chăm sóc thay thế vì sự kỳ thị chuyển giới đến từ cha mẹ. Moore kể lại vào giai đoạn này, họ đã lưu lạc khắp cả năm quận của thành phố New York, qua nhiều khu nhà ở tập thể và ra toà cũng không ít lần.
Moore từng được một người phụ nữ chuyển giới nhận nuôi và dạy họ sử dụng hormone như cách tiếp cận gần hơn với bản dạng giới của mình. Cho tới một ngày nọ, người mẹ nuôi ngừng cung cấp hormone và họ đã phải tìm cách mua trên mạng. Một người lạ đã nhắn tin qua Facebook và nói rằng muốn giúp Moore kiếm tiền để có thể trở thành "phụ nữ thực sự". Moore đã chấp nhận lời đề nghị và vô hình trung vướng vào nhóm buôn bán tình dục, khi đó bản thân Moore cũng không hiểu mại dâm là gì và bản thân cũng bị hành hạ thể xác nhiều.
Moore bỏ học vào năm lớp 10 và bắt đầu con đường người mẫu từ năm 15 tuổi.

## Sự nghiệp

### Giai đoạn đầu
Moore trở thành người mẫu ở tuổi 15 và bắt đầu chụp hình cho Dior và Gucci, bất chấp việc ban đầu ngành thời trang coi họ là một lựa chọn mạo hiểm.
Mặc dù Moore đang có những hợp đồng làm người mẫu nhưng họ ngày càng không hài lòng với ngành thời trang và sự chú trọng của nó vào hình ảnh cơ thể. Moore gặp Jose Gutierez Xtravaganza, một nghệ sĩ ballroom, khi đang đóng quần chúng cho bộ phim truyền hình The Get Down. Người này đã khuyến khích họ theo đuổi diễn xuất và gửi Moore tới thử vai cho bộ phim độc lập Saturday Church. Moore được nhận vai nhân vật Dijon và phim được trình chiếu tại Liên hoan phim Tribeca.
Đầu năm 2017, Moore sải bước trên sàn của Tuần lễ Thời trang New York và chụp ảnh cho tạp chí Vogue España. Năm đó, Moore xuất hiện trong video âm nhạc của Katy Perry cho đĩa đơn Swish Swish và biểu diễn trực tiếp với Katy Perry trong một tập của Saturday Night Live vào ngày 20 tháng 5 năm 2017, nơi họ được ghi nhận là một thành viên của Nhà Xtravaganza.

### Loạt phim truyền hìnhPose
Cuối năm 2017, Moore được chọn tham gia Pose, loạt phim truyền hình FX của Ryan Murphy về văn hóa ballroom trong thành phố New York vào cuối những năm 1980. Moore vào vai Angel Evangelista, một người lao động tình dục chuyển giới nữ, gia nhập Nhà Evangelista sau khi rời khỏi Nhà Abundance cùng với người bạn Blanca của cô, do Michaela Jaé Rodriguez thể hiện. Khi làm việc ở bến tàu, cô gặp Stan, một yuppie do Evan Peters thủ vai, và trở thành tình nhân của anh ta.
Loạt phim được khởi chiếu vào ngày 3 tháng 6 năm 2018. Mùa đầu tiên quy tụ dàn diễn viên chuyển giới nhiều nhất từ trước đến nay cho một loạt phim mạng có kịch bản với hơn 50 nhân vật chuyển giới. Indya Moore tiếp tục đảm nhận vai diễn này trong 2 mùa tiếp theo của loạt phim. 

### Những dự án theo sau
Năm 2018, Moore ký hợp đồng với IMG Models và William Morris Endeavour (WME). Moore là hợp đồng đầu tiên của WME được ký kết với một diễn viên chuyển giới. Moore cũng thành lập công ty sản xuất Beetlefruit Media, nơi cung cấp nền tảng cho những câu chuyện cho các nhóm người bị tước quyền bầu cử.
Moore đã xuất hiện trong video âm nhạc Don't Pull Away năm 2017 của J.View và trong video Saint năm 2018 của Blood Orange.
Vào tháng 5 năm 2019, Moore trở thành người chuyển giới đầu tiên được xuất hiện trên trang bìa tạp chí Elle phiên bản Hoa Kỳ.
Vào tháng 12 năm 2019, Moore thử sức với vai trò lồng tiếng cho nhân vật Shep trong loạt phim hoạt hình Steven Universe Future. Nhân vật này cũng là người phi nhị nguyên và là người tình của nhân vật Sadie Miller.
Moore đã được chọn tham gia bộ phim kinh dị tâm lý Escape Room: Tourathon of Champions, phần tiếp theo của bộ phim Escape Room năm 2019. Phim được phát hành vào ngày 16 tháng 7 năm 2021.
Moore còn lồng tiếng cho nhân vật Brooklyn, một trong những bạn cùng lớp của Lunella, trong Moon Girl và Devil Dinosaur.
Vào tháng 6 năm 2020, để vinh danh kỷ niệm 50 năm cuộc diễu hành Tự hào LGBTQ đầu tiên, Queerty đã nêu tên họ trong số 50 anh hùng "tiên phong quốc gia hướng tới bình đẳng, chấp nhận và nhân phẩm cho tất cả mọi người". 

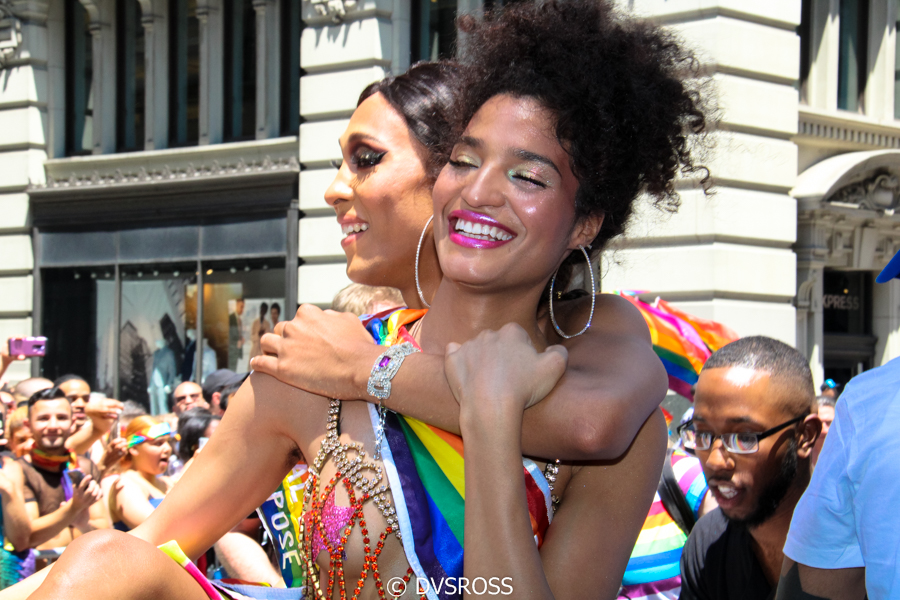
Indya Moore (trước) cùng Mj Rodriguez tại sự kiện Diễu hành Tự hào Stonewall 50

## Phim đã tham gia

### Phim
| Năm  | Tên                                     | Nhân vật                | Ghi chú                     |
| ---- | --------------------------------------- | ----------------------- | --------------------------- |
| 2017 | Saturday Church                         | Dijon                   |                             |
| 2017 | Spot                                    | Businesswoman           | Phim ngắn                   |
| 2019 | Queen & Slim                            | Goddess                 |                             |
| 2020 | The One                                 | Dr. Watkins             | Phim ngắn                   |
| 2020 | Magic Hour                              | Bella                   | Phim ngắn; Chỉ đạo sản xuất |
| 2020 | A Babysitter's Guide to Monster Hunting | Peggy Drood             |                             |
| 2021 | Escape Room: Tournament of Champions    | Brianna Collier         |                             |
| 2023 | Nimona                                  | Alamzapam Davis (voice) |                             |
| 2023 | Aquaman and the Lost Kingdom            | Karshon                 | Đang quay                   |

### Truyền hình
| Năm     | Tên                          | Nhân vật              | Ghi chú                     |
| ------- | ---------------------------- | --------------------- | --------------------------- |
| 2018–21 | Pose                         | Angel Evangelista     | 25 tập                      |
| 2019    | Steven Universe Future       | Shep (lồng tiếng)     | Tập phim: Little Graduation |
| 2023    | Moon Girl and Devil Dinosaur | Brooklyn (lồng tiếng) |                             |